# Fragile Fünf
Unter Fragile Fünf (englisch fragile five) werden fünf Währungen bzw. Volkswirtschaften verstanden, die als besonders anfällig gesehen werden für das Zurückführen des Quantitative Easing der US-Zentralbank. Es sind die Länder Brasilien, Indien, Türkei, Indonesien und Südafrika.

## Merkmale derFragilen Fünf
Allen Ländern ist gemeinsam, dass sie Schwellenländer sind, dass sie von Kapitalzuströmen während des Quantitative Easing profitiert haben, sowie dass sie Leistungsbilanzdefizite haben und in den vergangenen Jahren stark gewachsen sind.
| Staat      | Währung               | Bevölkerung in Millionen | BIP pro Person in Kaufkraftparität (Int-USD) | Leistungsbilanz relativ zum BIP (2012) |
| ---------- | --------------------- | ------------------------ | -------------------------------------------- | -------------------------------------- |
| Brasilien  | Brasilianischer Real  | 194,3                    | 12.118                                       | −2,4 %                                 |
| Indien     | Indische Rupie        | 1259,7                   | 3.991                                        | −5,0 %                                 |
| Indonesien | Indonesische Rupiah   | 241,0                    | 5.182                                        | −2,7 %                                 |
| Südafrika  | Südafrikanischer Rand | 51,1                     | 11.525                                       | −6,3 %                                 |
| Türkei     | Türkische Lira        | 75,6                     | 15.264                                       | −6,0 %                                 |

Drei der fünf Länder, Brasilien, Indien und Südafrika, sind auch Bestandteil der BRICS, unterscheiden sich aber von den beiden anderen BRICS-Staaten China und Russland durch ihr Leistungsbilanzdefizit.